# Parijs-Tours 2019
De 113e editie van de wielerwedstrijd Parijs-Tours werd gehouden op 13 oktober 2019. De wedstrijd startte in Chartres en eindigde in Tours. De wedstrijd maakte deel uit van de UCI Europe Tour 2019, in de categorie 1.HC. Van de 157 gestarte renners finishten er 64.
De Belg Jelle Wallays won na een eerde zege in 2014 voor een tweede keer. De Nederlander Niki Terpstra haalde voor de vierde keer het eindpodium, maar strandde evenals in 2019 op een tweede plek.

## Uitslag
| Parijs–Tours 2019 (217 km) |                 |                          |          |
| Plaats                     | Naam            | Ploeg                    | Tijd     |
| Winnaar                    | Jelle Wallays   | Lotto Soudal             | 5u34'20" |
| 2                          | Niki Terpstra   | Total Direct Énergie     | + 29"    |
| 3                          | Oliver Naesen   | AG2R La Mondiale         | + 30"    |
| 4                          | Arnaud Démare   | Groupama-FDJ             | + 36"    |
| 5                          | Amaury Capiot   | Sport Vlaanderen-Baloise | + 49"    |
| 6                          | Aimé De Gendt   | Wanty-Gobert             | z.t.     |
| 7                          | Lars Ytting Bak | Team Dimension Data      | + 51"    |
| 8                          | Bert De Backer  | Vital Concept-B&B Hotels | + 53"    |
| 9                          | Kevyn Ista      | Wallonie Bruxelles       | z.t.     |
| 10                         | Julien Vermote  | Team Dimension Data      | z.t.     |

1896 · 
1897-1900 · 
1901 · 
1902-1905 · 
1906 · 
1907 · 
1908 · 
1909 · 
1910 · 
1911 · 
1912 · 
1913 · 
1914 · 
1915-1916 · 
1917 · 
1918 · 
1919 · 
1920 · 
1921 · 
1922 · 
1923 · 
1924 · 
1925 · 
1926 · 
1927 · 
1928 · 
1929 · 
1930 · 
1931 · 
1932 · 
1933 · 
1934 · 
1935 · 
1936 · 
1937 · 
1938 · 
1939 · 
1940 · 
1941 · 
1942 · 
1943 · 
1944 · 
1945 · 
1946 · 
1947 · 
1948 · 
1949 · 
1950 · 
1951 · 
1952 · 
1953 · 
1954 · 
1955 · 
1956 · 
1957 · 
1958 · 
1959 · 
1960 · 
1961 · 
1962 · 
1963 · 
1964 · 
1965 · 
1966 · 
1967 · 
1968 · 
1969 · 
1970 · 
1971 · 
1972 · 
1973 · 
1974 · 
1975 · 
1976 · 
1977 · 
1978 · 
1979 · 
1980 · 
1981 · 
1982 · 
1983 · 
1984 · 
1985 · 
1986 · 
1987 · 
1988 · 
1989 · 
1990 · 
1991 · 
1992 · 
1993 · 
1994 · 
1995 · 
1996 · 
1997 · 
1998 · 
1999 · 
2000 · 
2001 · 
2002 · 
2003 · 
2004 · 
2005 · 
2006 · 
2007 · 
2008 · 
2009 · 
2010 · 
2011 · 
2012 · 
2013 · 
2014 · 
2015 · 
2016 · 
2017 · 
2018 · 
2019 ·
2020 ·
2021 ·
2022 ·
2023 ·
2024 ·